# Gergely Sándor (játékvezető)
Gergely Sándor (Nagykanizsa, 1968. június 26. – Nagykanizsa, 2025. április 1.) magyar nemzeti labdarúgó-játékvezető.

## Pályafutása

### Nemzeti játékvezetés
A játékvezetői vizsga megszerzését követően Zala megyében különböző labdarúgó osztályokban szerezte meg a szükséges tapasztalatokat, 1993-ban lett országos, NB. II-es játékvezető. Országos játékvezetői pályafutásának első időszakát 1994-től 1996-ig szolgálta, majd  örökre eltiltották (!), mert hamis elszámolásokat adott be, illetve olyan végzettséget jelölt meg, amit nem szerzett meg. Hibáját javítandóan megyei szinten újra kezdte a játékvezetői sporttevékenységet, tapasztalt, kifejezetten jó játékvezetői képességekkel rendelkezik. Kitartásának, kiváló szakmai és fizikai felkészültségének köszönhetően 2005-től újra a legmagasabb osztályban vezethetet. 2006-ban felismerve, hogy kilátástalan az előrehaladása, befejezte a hazai játékvezetést. Első ligás mérkőzéseinek száma: 44.
| Időpont             | Helyszín               | Mérkőzés típusa           | Mérkőzés                        | Eredmény |
| ------------------- | ---------------------- | ------------------------- | ------------------------------- | -------- |
| 1994. augusztus 13. | Városi Stadion, Sopron | első NB. I-es mérkőzése   | FC Sopron–Békéscsaba 1912 Előre | 2 : 2    |
| 2007. május 26.     | Kaposvár               | utolsó NB. I-es mérkőzése | Kaposvár - Paks                 | 2 : 0    |

### Nemzetközi játékvezetés
Az MLSZ JB keretéből önként - nem látva előrehaladásának feltételeit - kilépve, Ausztriába ment mérkőzést vezetni.

## Sikerei, díjai
A Nemzeti Sport 2002/2003 bajnoki évadban az NB. I/B. minősítésű bírói közül az Év Játékvezetője címet adományozta sportszakmai munkájának elismeréseként.